# Ummidia frankellerae
Espèce
Ummidia frankellerae est une espèce d'araignées mygalomorphes de la famille des Halonoproctidae.

## Distribution
Cette espèce est endémique du Belize. Elle se rencontre vers Caracol.

## Description
La carapace de la femelle holotype mesure 10,88 mm de long sur 9,33 mm.

## Étymologie
Cette espèce est nommée en l'honneur de Francis Keller.

## Publication originale
- Godwin & Bond, 2021 : « Taxonomic revision of the New World members of the trapdoor spider genus Ummidia Thorell (Araneae, Mygalomorphae, Halonoproctidae). » ZooKeys, no 1027, p. 1-65 (texte intégral).